# Hannover 96
Hannover 96 es un club de fútbol de Alemania, de la ciudad de Hannover, Baja Sajonia. Fue fundado en 1896 y juega en la 2. Bundesliga, la segunda división del fútbol nacional.
Juega los clásicos de Baja Sajonia con el VfL Wolfsburgo y Eintracht Brunswick.

## Historia

### Fundación
El Hannover 96 fue fundado el 12 de abril de 1896 como Hannoverscher Fußball-Club 1896, bajo el mando de Ferdinand-Wilhelm Fricke, fundador del Deutscher FV 1878 Hannover.
Este equipo está ubicado en la ciudad de Hannover, en la Baja Sajonia de Alemania. Su objetivo inicial eran el atletismo y el rugby; el fútbol no era su principal interés hasta 1899. La mayoría de los miembros del Germania 1902 Hannover integraron el 96 en el año 1902, cuando otros formaban al Hannoverscher Ballspielverein. En 1913, se fusionaron con el Ballverein 1898 Hannovera (fundado en 1905, fusión del Fußballverein Hannovera 1898 Hannover y el Hannoverscher BV) para llamarse Hannoverscher Sportverein 1896. Los colores del Hannoverscher FC's fueron blanco, negro y verde, pero jugaban de azul, cuando el BV jugaba de rojo. El nuevo equipo conservaba el negro, blanco y verde como los colores del equipo, aunque jugaban de rojo, por lo que se les llamaban Die Roten (en español Los Rojos). El tercer uniforme si es de los colores oficiales del equipo. A inicios del siglo 1900s se les era muy común verlos en las instancias finales de los torneos de liga, pero no podían con el paso progresivo del Eintracht Braunschweig, originando la rivalidad que hay entre ambos actualmente. El HSV siguió con el protagonismo en Alemania en la década de los años de 1920s. Bajo el Third Reich, el fútbol alemán fue reorganizado en 16 niveles en 1933 y el Hannover formó parte de la Gauliga Niedersachsen. Llegó a la ronda final en el año 1935 y representaron al país el año siguiente. Ganó su primer título en 1938 y dio una de las mayores sorpresas en la historia de fútbol alemán al vencer al Schalke 04, el equipo más dominante del país en aquel tiempo. Quedaron 3:3 antes de que el Hannover consiguiera vencerlos 4:3 en el juego de desempate. En 1942, el equipo se cambió a la nueva liga Gauliga Braunschweig-Südhannover.

### Periodo de Posguerra
Como otras organizaciones en Alemania luego de la Segunda Guerra Mundial, fue disuelta por la ocupación de las autoridades aliadas. Un grupo local decidió en agosto de 1945 revivir al equipo y en septiembre del mismo año jugadores del Hannover 96 y el Arminia Hannover jugaron su primer partido después de la guerra ante un equipo del ejército británico. Después el HSV fue restablecido como Hannoverscher SV el 11 de noviembre de 1945 antes de adoptar su nombre actual el 27 de abril de 1946. Retornó a la liga en 1947 en la primera división, la Oberliga Nord y descendió, pero regresó en 1949. La siguiente aparición en una final nacional para el Hannover 96' fue hasta 1954, cuando perdieron ante el 1. FC Kaiserslautern 5:1. Tenían a 5 jugadores que habían sido campeones con Alemania en Suiza 1954 en el llamado Milagro de Berna, por lo que el resultado fue una sorpresa. En 1963, la Bundesliga, la nueva liga de fútbol profesional en Alemania había nacido, donde jugaban los mejores 16 equipos del país. El Hannover jugaba en la Regionalliga Nord (II División) ese año, pero ascendieron al año siguiente. Su primera temporada en la Bundesliga en 1964 fue bien recibida, promediando 46,000 aficionados por juego. El 96 jugó en ese nivel por una década, hasta que descendieron a la 2nd Bundesliga Nord en 1974–75. Iban a retornar, pero se quedaron, hasta que pasaron 17 años para su regreso.

### Reunificación al presente

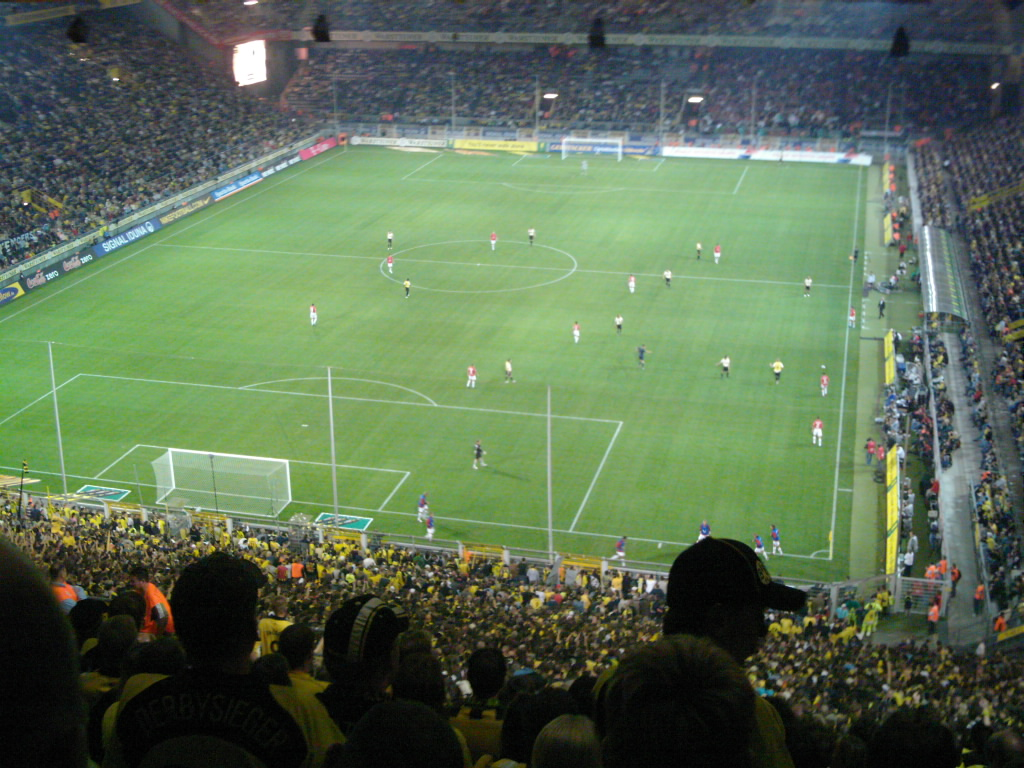
Hannover 96 ante el Borussia Dortmund en septiembre del 2006.

El club tuvo problemas financieros a finales de la década de los años 1970 y de nuevo a inicios de los 90. En 1992, Hannover consigue su primer DFB-Pokal, la que ayudó a salir de los problemas económicos. Ese camino al título incluyó triunfos ante equipos de la Bundesliga como Borussia Dortmund, VfL Bochum, Karlsruher SC, Werder Bremen, y Borussia Mönchengladbach, siendo el primer equipo de una división inferior en obtener el título. El héroe del torneo fue el portero Jörg Sievers, quien salvó al equipo 2 veces en la semifinal que se fue a penales. En la final de copa, salvó al equipo otra vez en los penales, deteniendo 2. El punto bajo del equipo fue el descenso a la Regionalliga Nord (III División) por 2 años en 1996–98: el hecho fue el descenso durante el año en que celebraron el centenario. El Hannover tuvo un retorno debido al hambre de triunfo que tenían sus jugadores jóvenes, muchos de ellos posteriormente iban a formar parte de la selección nacional, como Gerald Asamoah, Sebastian Kehl, Fabian Ernst o impresionar en la Bundesliga. El 96 regresó a la 2. Bundesliga en 1998, y ascendieron a la Bundesliga en 2002 con un récord de puntos obtenidos de 75. Desde entonces se ha consolidado en la Bundesliga, ubicándose a mitad de tabla y teniendo a varios entrenadores. Dieter Hecking llegó en pocas semanas de la temporada 2006–07 luego de un desastroso inicio al mando de Peter Neururer, perdiendo los primeros 3 partidos y recibiendo 11 goles. En la temporada 2007–08 prometieron mucho luego de la pretemporada, con triunfos ante el Rangers y el Real Madrid. Pero, sus primeros 6 partidos dieron una variedad de resultados en la Bundesliga. Vencieron en la tercera fecha 2–0 al entonces campeón VfB Stuttgart, lo que los colocaba en la sexta posición a mitad de temporada. Luego de receso invernal, el Hannover bajó mucho su nivel y solo ganó 2 de sus últimos 11 juegos. Con 49 puntos, los Die Roten terminaron en el octavo puesto.
Iniciaron la temporada 2008–09 con derrotas, donde su primera victoria fue de 5–1 ante el Borussia Mönchengladbach, luego vencieron 1–0 al Bayern de Múnich en casa, lo que no pasaba desde hace 20 años, y un triunfo de 3–0 ante el Hamburg SV. El Hannover aun así se ubicaba en la mitad de tabla hacia abajo luego del receso invernal. En la siguiente mitad de la temporada tuvieron resultados inconsistentes, obteniendo buenos resultados en casa para que el Hannover se mantuviera en la pelea. El 96 finalmente comenzó a puntuar fuera de casa para al final quedar en el puesto 11 de la tabla. La temporada fue inconsistente debido a largas lesiones de sus jugadores clave. Para el 2009–10 se llenaron de optimismo luego de cambiar su uniforme y los alternativos. Hannover firmó como nuevo entrenador a Jörg Schmadtke, lo que trajo una nueva perspectiva en el club. Contrataron a Karim Haggui y Constant Djakpa del Bayer Leverkusen, Valdet Rama del FC Ingolstadt. La temporada no inició bien, perdieron 1–0 con el Hertha BSC y un decepcionante empate ante el Maguncia 05, luego de que Dieter Hecking renunciara. Fue reemplazado por su asistente Andreas Bergmann. En la temporada, al Hannover se le volvieron a lesionar jugadores clave, tanto de ataque como defensivos, y el shock provocado por el suicidio de portero internacional con Alemania Robert Enke. Echaron a Andreas Bergmann y lo reemplazaron con Mirko Slomka poco después del receso invernal. Arouna Koné y Élson firmaron con el equipo.
El Hannover 96 estuvo en la zona de descenso gran parte de la temporada, y con unas cuantas victorias en los últimos partidos, Hannover levantó su espíritu. Hannover ganó 3–0, con goles de Arnold Bruggink, Mike Hanke y Sergio Pinto para la permanencia. En la temporada 2010–11, Hannover sorprendió a todos, terminando en 4.º lugar, clasificando por primera vez a competiciones europeas en 19 años. En el 2011–12, Hannover inició venciendo al TSG 1899 Hoffenheim 2-1, luego venció 2–1 de visita al 1. FC Núremberg. En los play-offs de la Europa League, Hannover derrotó al Sevilla 3–2 en el global y clasificó a la fase de grupos. Antes de terminar la temporada 2011–12, Jörg Schmadtke renovó contrato por asuntos familiares. Se especulaba que Schmadtke firmaría con el descendido 1. FC Colonia – según el diario Bild, Schmadtke habló con el presidente Martin Kind y retornó al Hannover luego de receso.

### Robert Enke

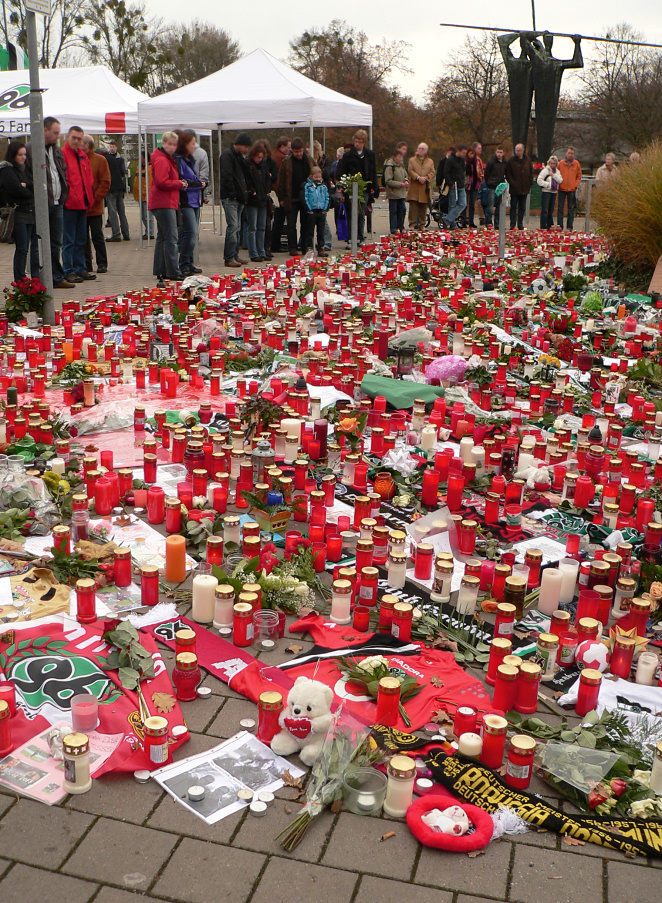
Homenajes a Enke a las afueras del AWD-Arena, en Hanóver.

El 10 de noviembre de 2009, Robert Enke se suicidó tras arrojarse a las vías de un tren en movimiento en un paso a nivel en la localidad de Neustadt am Rübenberge, en las cercanías de la ciudad de Hanóver. Enke sufría depresiones desde su paso por el F. C. Barcelona y el Fenerbahçe, ya que tras su fracaso en ambos clubes le entró temor al fracaso. Su depresión aumentó tras la muerte de su hija de 2 años en el 2006, víctima de un paro cardíaco producido por una enfermedad que sufría desde su nacimiento. Hacía poco había vuelto a la consulta de su médico por causa de su depresión tras haberla superado, pero aunque parecía que había mejorado, no fue así y se suicidó. Enke nunca quiso que sus depresiones se conocieran, ya que temía que esto perjudicara a su carrera deportiva y tenía miedo a que la agencia de adopción le quitase a su hija adoptiva.
Su suicidio causó conmoción en el fútbol alemán y en diversas partes del mundo. Cientos de fanes dejaron flores y velas en conmemoración de Enke en la entrada del AWD-Arena, campo del Hannover 96. Los equipos en que jugó Enke realizaron sentidos homenajes en sus partidos. La canciller Angela Merkel dio sus condolencias a su familia, mientras que el partido amistoso ante Chile, a jugarse el 14 de noviembre, fue suspendido debido a la incapacidad de los jugadores del equipo para reponerse de la tragedia.

## Uniforme
- Uniforme titular: Camiseta roja, pantalón negro y medias blancas.
- Uniforme alternativo: Camiseta negra, pantalón negro y medias verdes.
- Tercer uniforme: Camiseta verde, pantalón verde y medias negras.

### Evolución
| 2009-2010 | 2010-2011 | 2011-2012 | 2012-2013 | 2013-2014 | 2014-2015 | 2015-2016 |
| 2016-2017 | 2017-2018 | 2018-2019 | 2019-2020 | 2020-2021 | 2021-2022 |           |

## Estadio
Hannover 96 juega en el HDI-Arena, construido en 1954 como el Niedersachsenstadion, cuenta ahora con capacidad para 49,000 espectadores. Durante el mundial de fútbol de 2006 World Cup, fue sede de 4 partidos de la fase de grupos y uno de octavos de final. Ha servido como sede en Mundial de 1974 y en la Eurocopa de 1988. Este estadio también cuenta con cierta fama debido a los numerosos y exclusivos conciertos que se hacen en él que son posibles gracias a su gran capacidad. Entre ellos podemos destacar grupos como Coldplay o Guns 'n' Roses.

## Rivalidades
En los medios, los partidos entre Hannover 96, el VfL Wolfsburgo y Eintracht Brunswick se consideran clásicos. Los aficionados de los clubes de Brunswick y Hannover contradicen este punto de vista y ven los partidos entre sí como los auténticos clásicos de Baja Sajonia.

## Jugadores

### Más presencias
|    | Futbolista        | Partidos | Goles | País            |
| -- | ----------------- | -------- | ----- | --------------- |
| 1  | Jörg Sievers      | 490      | 0     | Alemania        |
| 2  | Peters Anders     | 473      | 27    | Alemania        |
| 3  | Steven Cherundolo | 415      | 8     | Estados Unidos  |
| 4  | Karsten Surmann   | 379      | 43    | Alemania        |
| 5  | Rainer Stiller    | 377      | 19    | Alemania        |
| 6  | Altin Lala        | 321      | 11    | Albania         |
| 7  | Jürgen Bandura    | 314      | 35    | Alemania        |
| 8  | Hans Siemensmeyer | 293      | 75    | Alemania        |
| 9  | Mathias Kuhlmey   | 283      | 7     | Alemania        |
| 10 | Jiří Štajner      | 243      | 43    | República Checa |

## Palmarés

### Torneos nacionales
- Campeonato Alemán de fútbol (2): 1938, 1954.
- 2. Bundesliga (3): 1975, 1987, 2002.
- Copa de Alemania (1): 1992.

## Participación en competiciones de la UEFA
| Temporada | Torneo                    | Ronda            | Club                   | Casa | Visita | Global |
| --------- | ------------------------- | ---------------- | ---------------------- | ---- | ------ | ------ |
| 1992–93   | European Cup Winners' Cup | 1                | Werder Bremen          | 2–1  | 1–3    | 3–4    |
| 2011–12   | UEFA Europa League        | Play-off         | Sevilla                | 2–1  | 1–1    | 3–2    |
| 2011–12   | UEFA Europa League        | Grupos           | Standard Liège         | 0–0  | 0–2    | 0–2    |
| 2011–12   | UEFA Europa League        | Grupos           | Copenhague             | 2–2  | 2–1    | 4–3    |
| 2011–12   | UEFA Europa League        | Grupos           | Vorskla Poltava        | 3–1  | 2–1    | 5–2    |
| 2011–12   | UEFA Europa League        | 1/16             | Club Brugge            | 2–1  | 1–0    | 3–1    |
| 2011–12   | UEFA Europa League        | Octavos de final | Standard Liège         | 4–0  | 2–2    | 6–2    |
| 2011–12   | UEFA Europa League        | Cuartos de final | Atlético Madrid        | 1–2  | 1–2    | 2–4    |
| 2012–13   | UEFA Europa League        | Clasificatoria 3 | St. Patrick's Athletic | 2–0  | 3–0    | 5–0    |
| 2012–13   | UEFA Europa League        | Play-off         | Śląsk Wrocław          | 5–1  | 5–3    | 10–4   |
| 2012–13   | UEFA Europa League        | Grupos           | Twente                 | 0–0  | 2–2    | 2–2    |
| 2012–13   | UEFA Europa League        | Grupos           | Levante                | 2–1  | 2–2    | 4–3    |
| 2012–13   | UEFA Europa League        | Grupos           | Helsingborg            | 3–2  | 2–1    | 5–3    |
| 2012–13   | UEFA Europa League        | 1/16             | Anzhi Majachkalá       | 1–1  | 1–3    | 2–4    |

## Entrenadores
Entrenadores del Hannover 96.
- Robert Fuchs (1931–1950)
- Emil Izsó (1951–1952)
- Helmut Kronsbein (1952–1957)
- Kuno Klötzer (1957–1958)
- Fritz Silken (1958–1959)
- Günter Grothkopp (1959–1961)
- Hannes Kirk (1961-1962)
- Heinz Lucas (1962–1963)
- Helmut Kronsbein (1963–1966)
- Hannes Kirk (1966)
- Horst Buhtz (1966-1968)
- Karl-Hein Mühlhausen (1968–1969) (interino)
- Zlatko Čajkovski (1968–1969)
- Hans Pilz (1970)
- Helmuth Johannsen (1970–1971)
- Hans Hipp (1971–1973)
- Hannes Baldauf (1973 – 1974)
- Helmut Kronsbein (1974 – 1976)
- Hannes Baldauf (1976)
- Helmut Kronsbein (1977 – 1978)
- Anton Burghardt (1978 – 1979)
- Diethelm Ferner (1979 – 1982)
- Gerd Bohnsack (1982 – 1983)
- Werner Biskup (1983 – 1985)
- Jürgen Rynio (1985 – 1986)
- Jörg Berger (1986)
- Helmut Kalthoff (1986)
- Jürgen Wähling (1986 – 1988)
- Hans Siemensmeyer (1988 – 1989)
- Reinhard Saftig (1989)
- Slobodan Cendic (1989)
- Michael Krüger (1989 – 1990)
- Hans-Dieter Schmidt (1990 – 1992)
- Michael Lorkowski (1990 – 1992)
- Eberhard Vogel (1992 – 1993)
- Rolf Schafstall (1993 – 1994)
- Peter Neururer (7 de noviembre de 1994 – 30 de mayo de 1995)
- Miloš Đelmaš (31 de mayo de 1995 – 18 de junio de 1995)
- Egon Coordes (1 de julio de 1995 – 25 de marzo de 1996)
- Jürgen Stoffregen (26 de marzo de 1996 – 30 de junio de 1996)
- Reinhold Fanz (1 de julio de 1996 – 21 de diciembre de 1998)
- Franz Gerber (1 de enero de 1999 – 30 de junio de 1999)
- Branko Ivanković (1 de julio de 1999 – 20 de febrero de 2000)
- Horst Ehrmantraut (21 de febrero de 2000 – 23 de abril de 2001)
- Stanislav Levý (24 de abril de 2001 – 30 de junio de 2001)
- Ralf Rangnick (1 de julio de 2001 – 7 de marzo de 2004)
- Ewald Lienen (9 de marzo de 2004 – 9 de noviembre de 2005)
- Peter Neururer (9 de noviembre de 2005 – 30 de agosto de 2006)
- Michael Schjønberg (1–7 de septiembre de 2006)
- Dieter Hecking (8 de septiembre de 2006 – 19 de agosto de 2009)
- Andreas Bergmann (20 de agosto de 2009 – 19 de enero de 2010)
- Mirko Slomka (19 de enero de 2010 – 27 de diciembre de 2013)
- Tayfun Korkut (31 de diciembre de 2013 – 20 de abril de 2015)
- Michael Frontzeck (20 de abril de 2015 – 21 de diciembre de 2015)
- Thomas Schaaf (4 de enero de 2016 – 3 de abril de 2016)
- Daniel Stendel (3 de abril de 2016 – 20 de marzo de 2017)
- André Breitenreiter (20 de marzo de 2017 – 27 de enero de 2019)
- Thomas Doll (27 de enero de 2019 – 30 de junio de 2019)
- Mirko Slomka (1 de julio de 2019 – 3 de noviembre de 2019)
- Asif Šarić (interino) (4–14 de noviembre de 2019)
- Kenan Koçak (14 de noviembre de 2019 – 30 de junio de 2021)
- Jan Zimmermann (1 de julio de 2021 – 29 de noviembre de 2021)
- Christoph Dabrowski (1 de diciembre de 2021 – 30 de junio de 2022)
- Stefan Leitl (1 de julio de 2022 – 29 de diciembre de 2024)
- André Breitenreiter (29 de diciembre de 2024 – 23 de abril de 2025)
- Christian Schulz (23 de abril de 2025 – 15 de junio de 2025)
- Christian Titz (15 de junio de 2025 –)